# Smilax campestris
Smilax campestris es una especie de planta trepadora de la familia  Smilacaceae, es originaria de Sudamérica. 

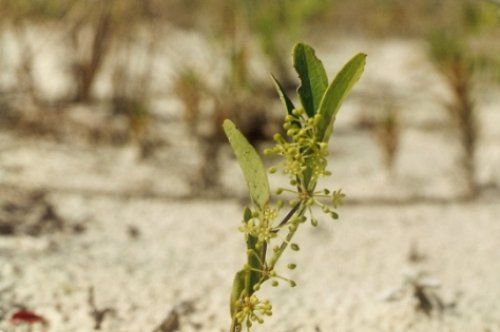
Detalle

## Descripción
Es una enredadera que se encuentra en la selva lluviosa, a una altitud de hasta 1500 metros, en Argentina, Bolivia, Paraguay, Uruguay y Brasil. Siendo su mayor concentración en Bolivia en Santa Cruz, Tarija, y Chuquisaca.

## Taxonomía
Smilax campestris fue descrita por August Heinrich Rudolf Grisebach y publicado en Flora Brasiliensis 3(1): 15, en el año 1842.
Etimología
Smilax: nombre genérico que recibe su nombre del mito griego de Crocus y la ninfa Smilax. Aunque este mito tiene numerosas formas, siempre gira en torno al amor frustrado y trágico de un hombre mortal que es convertido en una flor, y una ninfa del bosque que se transforma en una parra.
campestris: epíteto latíno que significa "del campo".
Sinonimia
| - Smilax campestris var. marginulata (Mart. ex Griseb.) A.DC. - Smilax campestris var. rubiginosa (Griseb.) A.DC. - Smilax marginulata Mart. ex Griseb. - Smilax montana Griseb. - Smilax rubiginosa Griseb. - Smilax scalaris Griseb. - Smilax viminea Griseb. |

## Nombres comunes
- Castellano: Garrancho, gatillo[4]